# Премія Норберта Вінера з прикладної математики
Пре́мія Но́рберта Ві́нера з прикладно́ї матема́тики (англ. Norbert Wiener Prize in Applied Mathematics) — наукова нагорода від Американського математичного товариства (AMS), що присуджується разом з Товариством з промислової і прикладної математики (SIAM). Премію засновано на вшанування пам'яті про американського математика Норберта Вінера у 1967 розі по ініціативі кафедри математики Массачусетського технологічного інституту. Лауреат нагороди обирається з числа членів Американського математичного товариства і Товариства з промислової та прикладної математики. Розмір винагороди становить 5000 доларів США. Вручається вона один раз на три роки.

## Лауреати нагороди
- 1970: Річард Беллман
- 1975: Пітер Лакс
- 1980: Тосіо Като[en] і Джеральд Візем[en]
- 1985: Кліффорт Гарднер[en]
- 1990: Майкл Айзенман[en] і Джеррольд Марсден[en]
- 1995: Герман Флашка[en] і Чіпріан Фояс[en]
- 2000: Александре Чорін[en] і Артур Вінфрі[en]
- 2004: Джеймс Сетіан[en][2][3]
- 2007: Крейг Трейсі[en] і Гарольд Відом[en]
- 2010: Девід Лі Доного
- 2013: Ендрю Майда[en]
- 2016: Константін Дафермос[en][4]
- 2019: Марша Бергер[en] і Немировський Аркадій Семенович[en]
- 2022: Ейтан Тадмор[en]
- 2025: Роберт Маккен[en]